# Liste der Kulturdenkmale in Schalkholz
In der Liste der Kulturdenkmale in Schalkholz sind alle Kulturdenkmale der schleswig-holsteinischen Gemeinde Schalkholz (Kreis Dithmarschen) aufgelistet (Stand: 10. März 2025).

## Legende
In den Spalten befinden sich folgende Informationen:
- Objekt-ID: die Nummer des Kulturdenkmales
- Lage: die Adresse des Kulturdenkmales und die geographischen Koordinaten. Kartenansicht, um Koordinaten zu setzen. In der Kartenansicht sind Kulturdenkmale ohne Koordinaten mit einem roten Marker dargestellt und können in der Karte gesetzt werden. Kulturdenkmale ohne Bild sind mit einem blauen Marker gekennzeichnet, Kulturdenkmale mit Bild mit einem grünen Marker.
- Offizielle Bezeichnung: Bezeichnung des Kulturdenkmales
- Beschreibung: die Beschreibung des Kulturdenkmales
- Bild: ein Bild des Kulturdenkmales

## Bauliche Anlagen
| Objekt-ID | Lage                                     | Offizielle Bezeichnung | Beschreibung | Bild                             |
| --------- | ---------------------------------------- | ---------------------- | --- | -------------------------------- |
| 26860     | Finkenburg (54° 13′ 58″ N, 9° 16′ 21″ O) | Sühnestein             | Sühnestein; 1580, Setzung vermutlich durch Klaas Groth; aufrecht gesetzter, ca. 110 cm aus dem Boden ragender Feldstein mit frontseitiger Inschrift und Kreuzdarstellung - Schutzumfang: Sühnestein - Begründung: Geschichtlich, Kulturlandschaftlich, Wissenschaftlich | weitere Fotos \| Fotos hochladen |

## Quelle
- Liste der Kulturdenkmale in Schleswig-Holstein – Kreis Dithmarschen (PDF)